# Sarwan Ramai
Sarwankoemar (Sarwan) Ramai is een Surinaams bestuurder. Hij was van 2016 tot 2020 districtscommissaris van Wanica-Noordwest en Saramacca.

## Biografie
In augustus 2016, ten tijde van de bestuurlijke opsplitsing van Wanica, werd de naam van Sarwan Ramai genoemd als een van de kandidaten voor de post van districtscommissaris (dc). Uiteindelijk werd hij op 2 november beëdigd als dc en werd de dag erop bekendgemaakt dat hij het commissariaat van Wanica-Noordwest zou gaan leiden. Een jaar na zijn benoeming kreeg Wanica-Noordoost een personenauto cadeau van een ondernemer, die het bestuur in Lelydorp een jaar eerder ook al een auto had geschonken. In november 2018 woonde hij met Remi Pollack van Paramaribo-Zuidwest in China de conferentie Win-win Cooperation, Joint Development bij.
In februari 2019 werd vond een reshuffling plaats waarbij Ramai Wanica-Noordwest overdroeg aan Wedperkash Joeloemsingh en hij enkele dagen later het roer van Laksmienarain Doebay overnam in Saramacca. Eind augustus 2020 stond hij het bestuur van Saramacca af aan Sherin Bansi-Durga.